# Mimusops acutifolia
Mimusops acutifolia är en tvåhjärtbladig växtart som beskrevs av Gottfried Wilhelm Johannes Mildbraed. Mimusops acutifolia ingår i släktet Mimusops och familjen Sapotaceae. IUCN kategoriserar arten globalt som sårbar. Inga underarter finns listade i Catalogue of Life.